# Stari Istok
Stari Istok je zajednički naziv za rane civilizacje na području Bliskog Istoka: Mezopotamija (današnji Irak i Sirija), Perzija (Iran), Anatolija (današnja Turska), Levant (današnja Sirija, Libanon, Izrael, Palestina i Jordan) te Egipat. Vremenski Stari Istok obuhvaća razdoblje od uspona Sumera u 4. tisućljeću pr. Kr. do vremena kada je cijeli Bliski istok osvojio Kir Veliki u 6. stoljeću pr. Kr. odnosno Aleksandar Veliki u 4. stoljeću pr. Kr., odnosno Brončano i rano Željezno doba. Kao takav, izraz se koristi u bliskoistočnoj arheologiji, proučavanju antike te egiptologiji. Neki stručnjaci ne uključuju Egipat u tadašnji Bliski Istok jer je ipak bio geografski i kulturno izoliraniji, ali s obzirom na to da je imao važnu ulogu u povijesti Bliskog istoka, pogotovo nakon 2. tisućljeća pr. Kr., svrstava ga se među drevne bliskoistočne zemlje.
Stari Istok se smatra kolijevkom civilizacije. Na tom području se po prvi put prakticirala intenzivna poljoprivreda, koristilo se prvo pismo, izumljen je grnčarski kotač, a potom i kotač, stvorene su prve centralizirane vlade, zakonici i carstva, kao i društvena podjela, ropstvo, organizirano ratovanje, kao i temelji astronomije i matematike.

## Vremensko razdoblje
Periodizacija Starog Istoka predstavlja pokušaj kategorizacije ili podjele u jasno određena razdoblja.
| (Kameno doba)                                 | Bakreno doba (4500. pr. Kr. - 3300. pr. Kr.)          | Rano bakreno doba         | 4500. pr. Kr. - 4000. pr. Kr. | Ubaidski period                                                       |
| (Kameno doba)                                 | Bakreno doba (4500. pr. Kr. - 3300. pr. Kr.)          | Kasno bakreno doba        | 4000. pr. Kr. - 3300. pr. Kr. | Ghassulsko razdoblje, razdoblje Uruk, Gerzeh, Pred-dinastijski Egipat |
| Brončano doba (3300. pr. Kr. - 1200. pr. Kr.) | Rano brončano doba (3300. pr. Kr. - 2000. pr. Kr.)    | Rano brončano doba I      | 3300. pr. Kr. - 3000. pr. Kr. | Protodinastijski i Rani dinastijski period Egipta                     |
| Brončano doba (3300. pr. Kr. - 1200. pr. Kr.) | Rano brončano doba (3300. pr. Kr. - 2000. pr. Kr.)    | Rano brončano doba II     | 3000. pr. Kr. - 2700. pr. Kr. | Rano dinastijsko razdoblje Sumera                                     |
| Brončano doba (3300. pr. Kr. - 1200. pr. Kr.) | Rano brončano doba (3300. pr. Kr. - 2000. pr. Kr.)    | Rano brončano doba III    | 2700. pr. Kr. - 2200. pr. Kr. | Staro egipatsko kraljevstvo, Akadsko Carstvo                          |
| Brončano doba (3300. pr. Kr. - 1200. pr. Kr.) | Rano brončano doba (3300. pr. Kr. - 2000. pr. Kr.)    | Rano brončano doba IV     | 2200. pr. Kr. - 2000. pr. Kr. | Prvo prijelazno razdoblje Egipta                                      |
| Brončano doba (3300. pr. Kr. - 1200. pr. Kr.) | Srednje brončano doba (2000. pr. Kr. - 1550. pr. Kr.) | Srednje brončano doba I   | 2000. pr. Kr. - 1750. pr. Kr. | Srednje egipatsko kraljevstvo                                         |
| Brončano doba (3300. pr. Kr. - 1200. pr. Kr.) | Srednje brončano doba (2000. pr. Kr. - 1550. pr. Kr.) | Srednje brončano doba II  | 1750. pr. Kr. - 1650. pr. Kr. | Drugo prijelazno razdoblje Egipta                                     |
| Brončano doba (3300. pr. Kr. - 1200. pr. Kr.) | Srednje brončano doba (2000. pr. Kr. - 1550. pr. Kr.) | Srednje brončano doba III | 1650. pr. Kr. - 1550. pr. Kr. | Hetitsko staro kraljevstvo, Minojska erupcija                         |
| Brončano doba (3300. pr. Kr. - 1200. pr. Kr.) | Kasno brončano doba (1550. pr. Kr. - 1200. pr. Kr.)   | Kasno brončano doba I     | 1550. pr. Kr. - 1400. pr. Kr. | Novo egipatsko kraljevstvo, Hetitsko srednje kraljestvo               |
| Brončano doba (3300. pr. Kr. - 1200. pr. Kr.) | Kasno brončano doba (1550. pr. Kr. - 1200. pr. Kr.)   | Kasno brončano doba II A  | 1400. pr. Kr. - 1300. pr. Kr. | Hetitsko novo kraljevstvo, Kraljevstvo Mitani, Ugarit                 |
| Brončano doba (3300. pr. Kr. - 1200. pr. Kr.) | Kasno brončano doba (1550. pr. Kr. - 1200. pr. Kr.)   | Kasno brončano doba II B  | 1300. pr. Kr. - 1200. pr. Kr. | (Mračno doba, Narodi s mora)                                          |
| Željezno doba (1200. pr. Kr. - 586. pr. Kr.)  | Željezno doba I (1200. pr. Kr. - 1000. pr. Kr.)       | Željezno doba I A         | 1200. pr. Kr. - 1150. pr. Kr. | Troja VII, Erupcija Hekla 3                                           |
| Željezno doba (1200. pr. Kr. - 586. pr. Kr.)  | Željezno doba I (1200. pr. Kr. - 1000. pr. Kr.)       | Željezno doba I B         | 1150. pr. Kr. - 1000. pr. Kr. | Novohetitske države                                                   |
| Željezno doba (1200. pr. Kr. - 586. pr. Kr.)  | Željezno doba II (1000. pr. Kr. - 586. pr. Kr.)       | Željezno doba II A        | 1000. pr. Kr. - 900. pr. Kr.  | Treće prijelazno razdoblje Egipta, Novoasirsko Carstvo                |
| Željezno doba (1200. pr. Kr. - 586. pr. Kr.)  | Željezno doba II (1000. pr. Kr. - 586. pr. Kr.)       | Željezno doba II B        | 900. pr. Kr. - 700. pr. Kr.   | Kraljevstvo Izrael, Urartu, Frigija                                   |
| Željezno doba (1200. pr. Kr. - 586. pr. Kr.)  | Željezno doba II (1000. pr. Kr. - 586. pr. Kr.)       | Željezno doba II C        | 700. pr. Kr. - 586. pr. Kr.   | Novobabilonsko Carstvo                                                |

## Vanjske poveznice
- Ancient Near East.net
- Ancient Near East.org
- Archaeowiki.org  Arhivirana inačica izvorne stranice od 8. srpnja 2008. (Wayback Machine)
- ETANA
- Resources on Biblical Archaeology
- Ancient Near East Photographs
- Near East Images